# Јерменија на Европском првенству у атлетици на отвореном 2018.
·
Јерменија је учествовала на 24. Европском првенству 2018. одржаном у Берлину, (Немачка), од 6. до 12. августа 2018. године. Ово је било осмо европско првенство у атлетици на отвореном од 1994. године када је Јерменија први пут учествовала, пропустила је првенство одржано 2006 године. Репрезентацију Јерменије представљала су 2 такмичара који су се такмичили у 2 дисциплине.,
На овом првенству представници Јерменије нису освојили ниједну медаљу али је оборен један лични рекорд.

## Учесници
Мушкарци:
- Yervand Mkrtchyan — 3.000 м препреке
- Левон Агасјан — Троскок

## Резултати

### Мушкарци
| Атлетичар         | Дисциплина       | Лични рекорд | Квалификације | Квалификације | Полуфинале            | Полуфинале            | Финале                | Финале       | Детаљи |
| Атлетичар         | Дисциплина       | Лични рекорд | Резултат      | Место         | Резултат              | Место                 | Резултат              | Место        | Детаљи |
| ----------------- | ---------------- | ------------ | ------------- | ------------- | --------------------- | --------------------- | --------------------- | ------------ | ------ |
| Yervand Mkrtchyan | 3.000 м препреке | 9:09,78      | 8:50,35 ЛР    | 12. у гр. 2   | Нису се квалификовали | Нису се квалификовали | Нису се квалификовали | 24 / 27 (29) |        |
| Левон Агасјан     | Троскок          | 16,69        | 16,34         | 8. у гр. Б    | Нису се квалификовали | Нису се квалификовали | Нису се квалификовали | 14 / 21 (24) |        |